# Koronka koniakowska

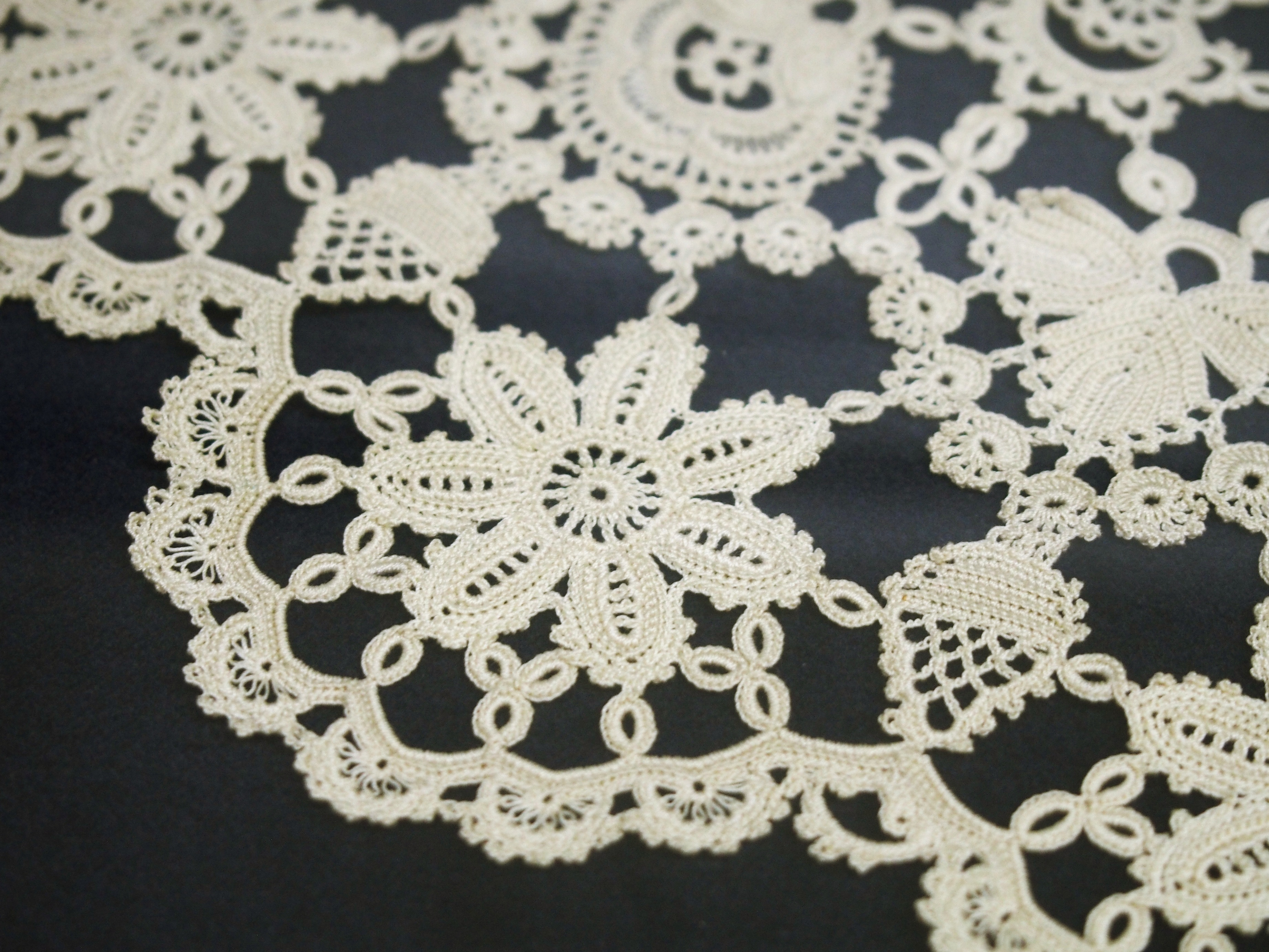
Koronka koniakowska, Koniaków, przed 1958 r.

Koronka koniakowska – tradycyjna i misterna technika wykonywania koronki na szydełku z bawełnianych nici tzw. kordonka, lokalnie określana jako kóniokowsko różićka. Unikatowość koronek koniakowskich polega na tym, że powstają bez żadnego szablonu czy wzornika oraz na mnogości motywów wykorzystywanych przy ich tworzeniu .

## Słownik
W materiałach źródłowych dotyczących koronek powtarza się słownictwo nieodłącznie związane z koronkarstwem, np.:
- heklować – szydełkować. Nazwa pochodzi od niemieckiego słowa „häkeln”, co w gwarze cieszyńskiej oznacza szydełkowanie[5],
- heknadla, hekiełka – szydełko[6], składające się z drewnianego trzonka – uchwytu oraz części metalowej, która pierwotnie była wyrabiana ze szprych od roweru[2],
- heklowaćka, heklarka – koronkarka/koronczarka[6],
- hoczek – najważniejsza – końcowa część metalowego szydełka, która jest istotna przy nabieraniu nici[2],
- kordonek – nitka do szydełkowania. Nazwa pochodzi z języka francuskiego, od słowa cordon, oznaczającego sznurek[7],
- kiśnićka – drewniana skrzyneczka na przybory do szydełkowania, nici, drobne elementy zdobnicze, w której przechowywano też np. okulary, różaniec[2],
- kwiotek – pojedynczy, drobny element z koronki koniakowskiej[8],
- różia – koronka. Nazwa odnosi się do kształtu koronkowej serwety – rozety, czyli geometrycznie przekształconego kształt kwiatu róży[9],
- różićka – koronka o małych rozmiarach[2].

## Historia
Pierwsze zapisy o koronkach dotyczące elementu ozdobnego czepców datowane są na 1883/1884 rok. Czepiec był cenną częścią stroju kobiety zamężnej i składał się z: naczółka, dynka (denka) oraz dwóch zauszników z płótna. Najbardziej okazały i ozdobny był naczółek, który był wykonywany trzema technikami: szydełkowania, teneryfową (tworzenie „na koluszku”) oraz igiełkową – poprzez haftowanie wzoru igłą na siateczce. Drobne motywy, które powtarzały się na czepcach, to ornamenty roślinno-geometryczne, czyli: gwiazdki, kropki, wężyki, listki. Koronka do czepca miała układ pasowy o długości od 25 do 30 i szerokości 8 cm. W sprzedaży były też gotowe czepce z naczółkami wykonane techniką klockową, które można było nabyć na targowiskach Jabłonkowa, Cieszyna i Skoczowa.
Według historyczki Barbary Poloczkowej początki tradycji motywów koronkowych w Koniakowie są związane z wprowadzeniem powszechnego obowiązku szkolnego w Austrii, w roku 1869, w związku z czym wprowadzono edukację zarówno dla chłopców, jak i dla dziewcząt w tym i w zakresie m.in. robót ręcznych. „Naukę robót ręcznych rozpoczynano w drugim oddziale, a więc w okresie, kiedy dziewczynki miały już około 10 lat. Koronowanie przychodziło jeszcze później gdy uczennice osiągały 11–12 lat. Przez cały rok uczyły się umiejętności podstawowych: robienia łańcuszka, półsłupków i słupków. Szło to opornie, gdyż uczennice nie były z techniką szydełkowania obznajomione, rzadko spotykały się z tego typu pracą w swym otoczeniu. W następnych latach nauki szkolnej dziewczęta robiły tyły czepców z szydełkowej grubej siatki, ostatnim zaś etapem nauki, dla najzdolniejszych było robienie z najcieńszych nici naczółków do czepców; wymagało to już precyzji, artyzmu i inwencji”.
Istnieją dwie hipotezy dotyczące początków koronczarstwa koniakowskiego. Jedna z nich mówi, że pierwsze serwety powstawały w Koniakowie około roku 1906−1907, wtedy gdy Zuzanna Wałach, która na służbie w dworze Habsburgów w okolicach Goleszowa zobaczyła serwety oraz technikę ich wykonywania. Po powrocie do domu ze służby zaczęła szydełkować niewielkie serwetki, z cieniuteńkiej nici i nosiła je na sprzedaż do karczmy Jana Halamy w Wiśle Głębcach. Po wyjściu za mąż z wójta Koniakowa Pawła Golika (było to w 1913 roku) udekorowała nimi wspólny dom podobnymi serwetami. Golik, doceniając te ozdoby namówił żonę, by zapraszała sąsiadki i uczyła je szydełkowania. W 1947 roku, sąsiadka Zuzanny Wałach – Maria Gwarek otworzyła koniakowski oddział Cepelii, który przez 50 lat był ośrodkiem propagującym twórczość lokalnych, zatrudnionych tam koronczarek, co sprawiło, że heklowanie stało się intratnym zajęciem. Druga hipoteza datowana na 1900 rok jest także związana postacią Zuzanny Wałach. Antoni Michałek – syn Elżbiety Michałek (siostry Zuzanny) twierdzi, że „szydełkowania Zuzka nauczyła się od swojej mamy Jadwigi Gorzołki z Istebnej, a Goleszowie dodatkowo poznała inne techniki, które rozwinęły jej umiejętności".
Najbardziej rozpowszechniony – okrągły kształt serwety, przypisuje się Marii Kulej z Koniakowa (z domu Rucka), koronkarki wyróżnionej Nagrodą im. Oskara Kolberga.
To, w jaki sposób podtrzymywano tradycję wykonywania koronki koniakowskiej, wyjaśnia etnografka Małgorzata Kiereś – „Do kształtowania pożądanych cech wykorzystywano dość trudną sytuację materialną w domach wielu koronczarek. Każda pomoc w wykonywaniu koronek przeznaczonych na sprzedaż była nieodzowna. Dzięki tej pracy dzieciom uzmysławiano możliwość zakupu obuwia, ubrania, szkolnych zeszytów, podręczników, a nawet pożywienia. Ten ekonomiczny aspekt był jednym z najważniejszych czynników trwania koronkowej tradycji”.
W czasach Polski Ludowej koronki koniakowskie były bardzo popularne lokalnie i ponadlokalnie jako desygnat kultury regionu, dzięki czemu znajdowały odbiorców wśród: urzędników, osobistości świata kultury, dygnitarzy, a także firm odzieżowych, ekip filmowych, zespołów regionalnych, krajowych i zagranicznych muzeów.
W latach 80. XX w. koronka koniakowska straciła na popularności z powodu przesytu sztuką ludową i napotkała na problemy w późniejszym okresie transformacji ustrojowej. Ten stan się pogłębiał i osłabiał pozycję koronki, również wśród młodego pokolenia, które było mniej chętnie do podtrzymywania tradycji ich wytwarzania. Dużym wsparciem w tym okresie okazało się duże zamówienie od proboszcza z Lalik, który potrzebował komży, strojów liturgicznych i obrusów na ołtarze kościołów w całej Polsce. Jednak swoisty renesans koronki koniakowskiej nastąpił w momencie „zderzenia” sacrum (koronki często były tworzone na potrzeby Kościoła) i profanum – którego przejawem stały się stringi z koronki koniakowskiej. Ta bielizna trafiła w krótkim czasie na pokazy mody Victoria’s Secret i stała się pretekstem do zmiany wyobrażenia samej koronki. Powróciła chęć tworzenia koronki koniakowskiej, interpretowania jej na nowo, zwiększyła się skala zainteresowania nią przez rynek odzieżowy ewoluując do makroskali. Koronkami z Koniakowa zainteresowały się ikony i domy mody oraz show business, pojawił się też asortyment, dostosowany do współczesnych trendów branży odzieżowej i dekoratorskiej.

## Proces powstawania koronki
Struktura koronki opiera się na odpowiedniej liczbie supełków w danym motywie i odpowiednich proporcjach i symetriach motywów w całej kompozycji. Według etnografki Małgorzaty Kiereś „całość przekazu nauki szydełkowania jest wyjątkowo arytmetyczna. Wynika to z faktu, że każdy ruch szydełkiem koronkarka liczy i musi liczyć. Nie może być ani jedno oczko więcej ani mniej”. Ta sama etnografka podaje przykład powstawania motywu koniczynki z na podstawie wywiadu etnograficznego i aby go wykonać trzeba zrobić: „warkocziek, potym wyciąganie, nie wsziecki poradzóm, bo trza równo, a potym 3, 5, 7, 9, 11, 13 i wyndzie kóńczynka”. Potrzeba ciągłego przeliczania oczek wytłumaczona zostało przez jedną z koronczarek następująco: „Wszecki wzory musi szie liczyć, bez liczynio żodyn nie wyndzie, nie śmie być ani miynie ani wiyncei”. Każda koronkarka musi sobie zaplanować co chce zrobić i nie ma możliwości jej narysowania, a potem wykonania na podstawie takiego projektu. Musi ustalić jakich motywów będzie używała, jaka będzie ich liczba i wielkość, musi też obliczyć ilość oczek składających się na dany motyw, by w całości utworzyć równą i symetryczną serwetę.
Także układ serwety opiera się na symetrii, na powtarzalności i policzalności motywów, której szczególnym przykładem jest koniakowska serweta-mandala autorstwa Teresy Kukuczki, Marii Idziniak, Anny Ruckiej i Małgorzaty Krężelok, wykonana dla indyjskiej księżnej Shri Mataji Nirmala Devi. To nie jedyna serweta, którą posiada symboliczny wymiar, ale ta jest szczególna ze względu na określone, symboliczne wytyczne; wymiary 3x3 metry, centralny motyw słońca (Surja – bóstwo ognia i energii życiowej) otoczony jest przez cztery „róże” (okrągłe serwety). Cyfra 4 w przypadku hinduizmu ma wyjątkowe znaczenie i wiąże się m.in. z czterema: Wedami, kastami, celami życia ludzkiego, ramionami hinduistycznego symbolu szczęścia – swastyki. Również cyfra 3 (o którą oparte są wymiary serwety) ma symboliczne znaczenie i odnosi np. do hinduistycznego wyobrażenia trzech aspektów boga w formach Brahmy, Wisznu i Śiwy.
Każdy element powstaje z podstawowych splotów: łańcuszka, półsłupków i słupków i jest tworzony osobno, a następnie układany jest koliście i łączony szydełkiem od najmniejszego do coraz większego tworząc całość. Jak wspomina wyborna koronkarka Beata Legierska: „najważniejsze było, aby nauczyć się sprawnego wkłuwania heknadli w oczko z cieniutką nicią, która (...) jest podstawa każdej pięknej koronki. Najlepiej jest, gdy dziecko od początku przyzwyczajone jest do robienia łańcuszka z cienkich nici, wtedy wykonanie kółka stanowiącego środek koronki z cienkich nici uzmysławia dziecku świat koniecznej cierpliwości, ciszy, dokładnego liczenia i rzetelności”.
Główne motywy, które występowały na czepcach, a później bywały powtarzane w okrągłych koronkach miały swoje nazwy (wymyślane przez koronkarki) i kształty nawiązujące do motywów roślinno-kwiatowych: „szyszki, listki, różyczki, winogrona z listkami, śliwki, ślimaki, koniczynki, dębowe liście, księżyce”, a także „deski, jabłecznik, wiśnie, pajączki, młynek starodawny” oraz te o nazwach gwarowych: „sziszki, sziyrotki, listki z hrubego warkoczka, winohradki z listkami, różiczki, obłączka i sziyrotki, śliwki z kwiotkami, mirwa, różiczki i kóńczinki, rzeroski i sziyrotki, sztyry koluszka i półmiesiączki, dębowe listki zawijoki”, a także: „zioberka, kosicziek z kółkym. wywlekane sowy, dymbowe listki, konczynka, kralki, księżyce z gwiozdkami, obłączki, sierotki, śliwki i kwiotki, ślimoćki, koluszka, gałązki z obłaczka, śmiercne żoberka, siyrotki listki z hrubego wrkoczka, winohradki, z listkami z ciepcowo robota, zetoski, rogulska z koluszkami”. To nie wszystkie motywy, które występują na koniakowskich koronkach, ale też oprócz tych przekazywanych z pokolenia na pokolenie, powstają wciąż nowe motywy. Do nowszych realizacji z koronkowych koronek należą: ozdoby bożonarodzeniowe i wielkanocne, biżuteria, abażury, witraże do okien, oraz tzw. łapacze snów.

## Unikatowość koronek
W 2017 roku decyzją Ministra Kultury i Dziedzictwa Narodowego na Krajową Listę niematerialnego dziedzictwa kulturowego zostały wpisane „tradycje wytwarzania koronki koniakowskiej”. W uzasadnieniu decyzji podano, że „ten rodzaj koronki, nie powstaje w żadnym innym regionie Polski, ani świata” oraz to, że „tradycja ta jest niezwykle zakorzeniona w świadomości, jest obecna, naturalna, dlatego tak ważna i wciąż żywa”. Dla unikatowości koronek koniakowskich, ich wykonania istotne jest też to, że koronkarka nie korzysta z szablonu, czy też gotowego schematu, ale tworzy nierzadko niepowtarzalne dzieła o charakterystycznych, licznych motywach, które często są przekazywane z pokolenia na pokolenie. 140-letnia tradycja jest wciąż żywa i o jej podtrzymywanie dba ok. 700 koronkarek z Koniakowa i najbliższej okolicy.
W 2022 roku Urząd Patentowy Rzeczypospolitej Polskiej udzielił prawa do rejestracji koronki koniakowskiej ze względu na jej oznaczenie geograficzne w odniesieniu dla towarów w postaci wyrobów z koronki. Podmiotem zgłaszającym była Fundacja Koronki Koniakowskie z Koniakowa, a w rejestrze oznaczeń geograficznych figuruje zapis, że granice terenu do oznaczenia geograficznego obejmują powiat cieszyński, oraz że “koronka koniakowska to oznaczenie słowne wyrobów (towarów) w postaci koronek wyprodukowanych techniką ręcznego szydełkowania z nici przez mieszkańców Koniakowa, Jaworzynki i Istebnej, które razem tworzą tzw. Trójwieś (…). Ten rodzaj koronki, nie powstaje w żadnym innym regionie Polski, ani świata. Z koronek koniakowskich najbardziej znane są serwety koniakowskie, które składają się z różnych motywów, najczęściej kwiatowych”.

## Koronkarki tworzące historię
Koronkarki, które na stałe wpisały się w historię koniakowskiego heklowania, to m.in.:
Dziadura Marta, Golik Zuzanna, Gwarek Maria, Gwarek Zuzanna, Kamieniarz Helena, Krężelok Helena, Krężelok Małgorzata, Kulej Maria, Kulik Marta, Kuźma Franciszka, Legierska Beata, Legierska Jadwiga, Legierska Maria, Legierska Marta, Legierska Zuzanna, Ptak Zuzanna, Rucka Zuzanna, Urbaczka Maria.
Zuzanna Gwarek i Helena Kamieniarz, które miały niebagatelny wpływ na rozwój koronkarstwa, posiadają swoje wikipedyczne biogramy, natomiast w tym miejscu warto przybliżyć postacie dwóch kolejnych – Marii Kulej i Beaty Legierskiej.
Maria Kulej z Koniakowa, córka Jadwigi Ruckiej i siostrzenica Zuzanny Ruckiej, prawdopodobnie jako pierwsza wymyśliła i opracowała okrągłą koronkę. Pracowała dla spółdzielni koronkarskiej „ARW” Cepelia, a później – w latach 70. przy Strażnicy w Koniakowie otworzyła punkt ekspozycji i sprzedaży koronek tzw, „budkę” Koła Gospodyń Wiejskich z Koniakowa, w której prezentowane i skupowane były prace wielu koronkarek z okolicy. Wykonywała koronki dla księży i hierarchów kościelnych; w 1958 rok wykonała obrus dla kardynała Stefana Wyszyńskiego, kardynała Koeniga – arcybiskupa Wiednia, w 1963 dla papieża Jana XXIII, w 1966 roku dla papieża Pawła VI, a także dla Jana Pawła II. Jeden z jej obrusów w 1962 roku trafił też do Fabioli de Mory – ówczesnej królowej Belgii.
Beata Legierska z Koniakowa, która łączy umiejętności i talent z chęcią przekazywania tradycji młodszym pokoleniom. Szydełkowania uczyła się od szóstego roku życia, a jej prace charakteryzują się bogatą kompozycją, wysokim poziomem technicznym i artystycznym, przejrzystym układem, bogactwem motywów roślinnych. Opracowała wzornik z najstarszymi motywami oraz wzorami, które sama tworzy. Opanowała rzadką technikę wykonywania koronek z najcieńszych nici (nr 200), jako jedna z nielicznych koronkarek wykonuje tradycyjne czepce. W 2009 roku w ramach konkursu na „Pamiątkę z Polski” organizowanego z okazji jubileuszu 60-lecia „CEPELII” przyznało 20 nagród w kategoriach „tradycja” i „inspiracja”. II nagroda w tym konkursie (jury nie przyznało pierwszej nagrody) za „etui na telefon z koronki koniakowskiej”, została przyznana Beacie Legierskiej. Tego samego roku zdobyła również nagrodę Grand Prix podczas 4 Europejskiego Konkursu Sztuki Ludowej: „Z nitki i gliny” w Częstochowie.

## Nici
Podstawową zasadą tworzenia koniakowskiej koronki jest ta, która wiąże się z tym aby były one wykonane z jak najcieńszych nici. Wiąże się to z większym skomplikowaniem, czasochłonnością i precyzją w wykonywaniu koronek. Standardowo stosowane są nici nr 50 (im wyższy numer, tym cieńsza nić), ale np. na czepiec używa się nici o numerze 100 lub 200, a niektóre koronkarki wykonują swoje dzieła z nici cieńszych niż chirurgiczne.
Nici pochodziły od polskich, francuskich, czechosłowackich oraz tureckich producentów, które tradycyjnie miały kolory biały bądź kremowy, co wynikało m.in. z tego, że tylko te kolory nici były dostępne w sprzedaży. Czarna koronka pojawiała się sporadycznie, ale obecnie rośnie zainteresowanie jej wykonaniem w tym kolorze, jest to jednak znacznie trudniejsze i wymagające.
Do heklowania tradycyjnej koniakowskiej koronki wykorzystywano nici w 100% bawełniane. Obecnie pojawiają się też koronki z nici z dodatkiem jedwabiu czy kaszmiru, które z tego powodu są tez uznawane za droższe i bardziej wymagające.
W 2021 roku Mariola Wojtas wykonała wzornik pod tytułem „Heklujemy Owocowy Sad” w ramach stypendium, którego zwieńczeniem była wystawa prezentująca serwetki o różnych grubościach nici: 200, 150, 80, 70, 50. Serwetę z nici nr 50, o średnicy 60 cm, przy 4 do 5 roboczogodzin dziennie, ze średniozaawansowanym wzorem, wykonuje się półtora tygodnia, ale ta sama serweta, przy podobnych założeniach z nici nr 200 zajmuje dwa razy dłużej, bo około półtora miesiąca.

## Wybrane wystawy i wydarzenia
Od 1 do 5 maja 1938 roku, w Domu Narodowym w Cieszynie odbyła się wystawa zorganizowana przez Śląskie Towarzystwo Przemysłu Ludowego i Domowego, na której były prezentowane zbiory rysunkowe dawnych wzorców śląskiego zdobnictwa ludowego, które były stosowane na skrzyniach szafach, ceramice i koronce.
W 1947 r. założono w Koniakowie Spółdzielnię Przemysłu Ludowego i Artystycznego, oddział Cepelii.
Pod koniec lat 60. XX w koronkarki z Koniakowa otrzymały zamówienie na koronkowe kołnierzyki do kolekcji aksamitnych sukienek, projektu Barbary Hoff, które zostały zaprezentowane w magazynie „Przekrój”.
W 1962 roku powstało Muzeum Koronki – Izba Pamięci Marii Gwarek w Koniakowie, poświęcone twórczości Marii Gwarek oraz koronkom koniakowskim.
Od 1977 roku w Koniakowie istnieje Ognisko Pracy Pozaszkolnej, które jest instytucją prowadzącą zajęcia dla dzieci i młodzieży kultywujące twórczość ludową, w tymi i szydełkowanie oraz haft. Prace jego wychowanków były prezentowane na cyklicznych wystawach p.n. „Koroneczka”.
Okres pontyfikatu papieża Jana Pawła II, był bardzo ważnym czasem oraz okazją do spotkań i możliwością do zaprezentowania oraz koronek koniakowskich. Maria Kulej wraz z Janem Kawulokiem spotkali się z papieżem w Częstochowie, w 1979 roku, a także w 1983 roku, gdy Maria Kulej przekazała heklowanego orła, który został powieszony w samolocie linii LOT podczas jego powrotu do Watykanu. W 1995 roku, w Skoczowie na Kaplicówce, Jan Zowada wręczył papieżowi koronkową serwetę wykonaną przez Helenę Kamieniarz.
Okres od 2000 do 2003 roku, to czas tzw. afery stringowej, czyli czasy gdy pojawiły się bielizna kobieca w postaci stringów wykonanych z koniakowskiej koronki. Państwowe Muzeum Etnograficzne podaje ten przedział czasu i nie określa personalnie osoby, która miałaby być pierwsza w ich wykonaniu. „Afera” wynikła z powodu wykorzystania koronki koniakowskiej do celu – zakrywania części intymnych, który mocno odbiegał od tradycyjnego koronki, związanego m.in. z używaniem ich na ołtarzach, szatach liturgicznych, odświętnych strojach. Wieść o stringach koniakowskich odbiła się szerokim echem i trafiła do mediów ogólnopolskich, a dalej do zagranicznych, m.in. do NBC News i Daily News, czy nawet do chińskojęzycznych, co niewątpliwie w ostatecznym rozrachunku pomogło w promocji i propagowaniu wiedzy o samej koronce koniakowskiej. Stringi koniakowskie są przykładem jak tradycyjne rzemiosło i lokalne wzory dostosowują się do współczesnych uwarunkowań.
Ze względu na rodzaj i wykonane tej konkretnej bielizny, stringi z koronki koniakowskiej były lokalnie określane humorystycznie jako „nici w rzyci”.
Dni Koronki Koniakowskiej, to impreza regionalna, która odbywa się w Koniakowie od 2003 roku, w sierpniu. W ramach tej imprezy odbywały się: koncerty, występy artystyczne, wystawy, kiermasze, pokazy mody. Ważnym punktem programu jest konkurs na Najpiękniejszą Koronkę Koniakowską.
W 2013 roku powstała największa (rekord aktualny do 2022 roku) serweta z koronki koniakowskiej o średnicy pięciu metrów, wykonana w domu koronczarki Marty Haratyk, wraz z Danutą Krasowską, Renatą Krasowską, Mariolą Legierską oraz Urszulą Rybką. Koronka wpisana do Księgi Rekordów Guinessa była prezentowana m.in. podczas XI Dni Koronki Koniakowskiej, w trakcie 17. Międzynarodowego Festiwalu Koronki w Chorwacji, a w 2015 w ramach projektu „Koronkowy Wyszehrad” odwiedziła cztery stolice krajów należących Grupy Wyszehradzkiej; Państwowe Muzeum Etnograficzne w Warszawie, w Pradze – w Infocentrum w dzielnicy Žižkov, w Budapeszcie – w Młodzieżowym Dom Kultury w dzielnicy Újpest i w Bratysławie – w Instytucie Polskim.

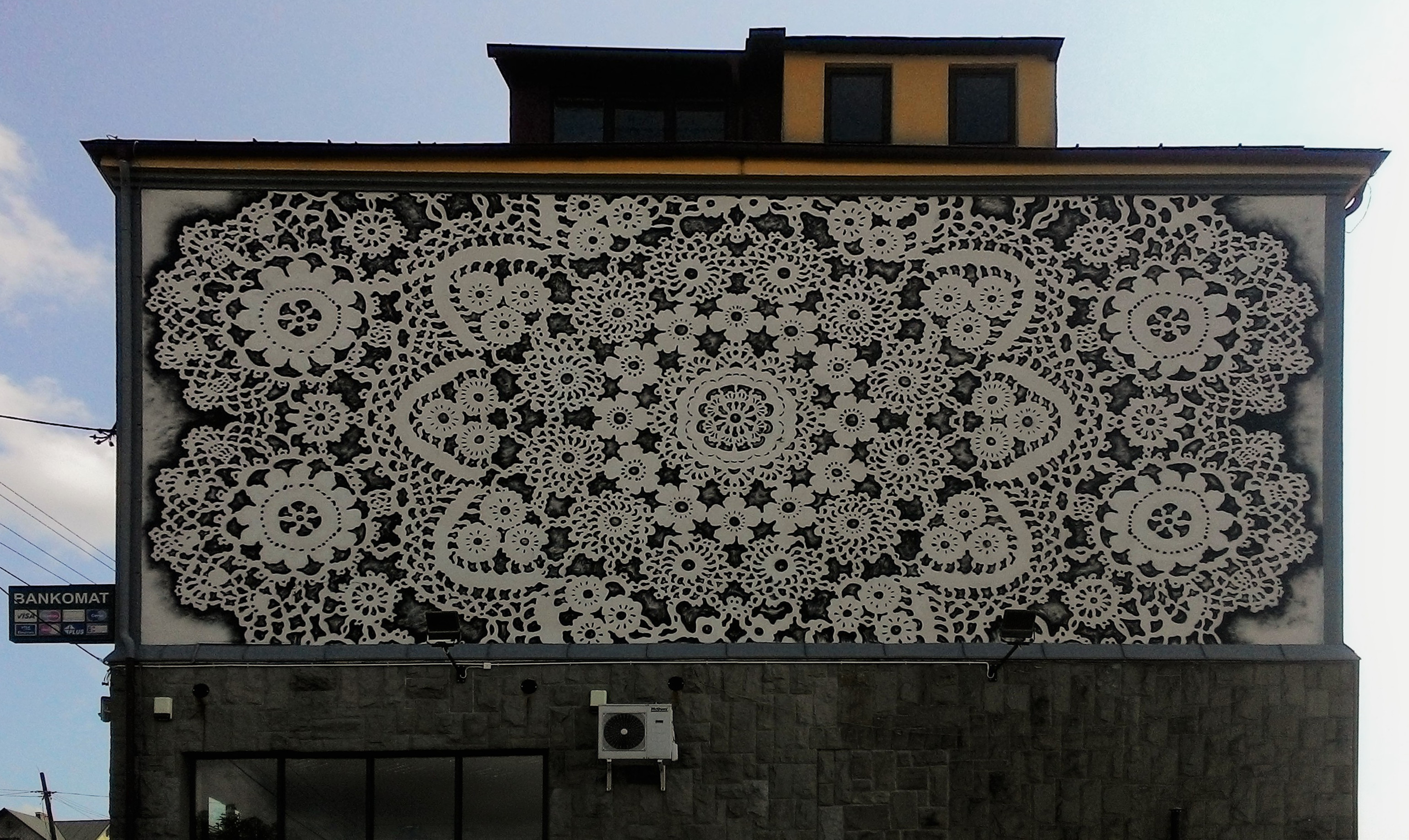
Mural

W 2017 została zrealizowana kontynuacja projektu z 2013 roku, czyli: „Koronkowy Wyszehrad II”, w ramach którego powstał m.in. mural autorstwa artystki NeSpoon, inspirowany koronką koniakowską; wykonany na budynku piekarni w Koniakowie, warsztaty koronki koniakowskiej prowadzone przez Mariolę Wojtas.
W marcu 2018 roku, suknia ślubna wykonana z koronki koniakowskiej otwierała pokaz japońskiej projektantki Rei Kawakubo. Na potrzeby tego pokazu czterdzieści koronkarek wykonało serwety o wymiarach 90 × 90 cm. Następnym pokaz mody japońskiej projektantki odbył się w Tokio i był pewna kontynuacją paryskiej kolekcji z tą różnicą, że tym razem powstały 32 serwety wymiarach 120 × 120 cm i zostały wykonane z czarnej nici.
W sierpniu 2018 r. powstała Fundacja Koronki Koniakowskiej, której Fundatorem i Prezesem jest Lucyna Ligocka-Kohut. Celem Fundacji jest „twórcze kultywowanie tradycji kultury ludowej jaką jest wytwarzanie koronek koniakowskich oraz wszystkich innych dziedzin rękodzieła, czy rzemiosła ludowego, popularyzacja najwartościowszych przejawów artystycznej twórczości ludowej, roztaczanie opieki nad twórcami ludowymi, ich reprezentacja oraz zbiorowe zarządzanie i ochrona powierzonych Fundacji praw autorskich lub praw pokrewnych i wykonywanie uprawnień wynikających z ustawy o prawie autorskim, upowszechnianie sztuki i ogólnie pojętej kultury w środowisku lokalnym, jak i ogólnonarodowym, europejskim i światowym”. W 2023 roku Fundacja Koronki Koniakowskie została nagrodzona w plebiscycie redakcji magazynu „Osobowości i Sukcesy” podczas Gali „Osobowości i Sukces Roku 2023” statuetką „Międzynarodowy Sukces Roku 2023”.
W kwietniu 2019 r. otwarte zostało Centrum Koronki Koniakowskiej w Koniakowie, w budynku z 1931 r. – dawnej strażnicy, która już kiedyś służyła koronkarkom jako miejsce spotkań pracy nad koronką. Na parterze istnieje Muzeum Koronki Koniakowskiej z wystawą „Historia heknadlą pisana”, który opowiada historię koronki koniakowskiej oraz o całych pokoleniach koronkarek prezentując też część ich dzieł, z których najstarsze maja ponad 100 lat. W Centrum Koronki Koniakowskiej prowadzone są prelekcje, lekcje muzealne, warsztaty oraz sklepik z twórczością ludową. Najstarszym eksponatem jest duża serweta Zuzanny Golik, która pochodzi z około 1930 roku.
7 września 2019 roku, w Centrum Koronki Koniakowskiej w Koniakowie, odbyła się inauguracja Europejskich Dni Dziedzictwa. Na wydarzenie złożyły się m.in.: wykład na temat historii koronki koniakowskiej, warsztaty tworzenia koronki koniakowskiej „Entliczek pentliczek heklowany koszyczek”, „Opowieść o rodzinnym heklowaniu” Urszuli Rybki w Izbie Pamięci Marii Gwarek, happening „międzypokoleniowe heklowanie” na łące w Koniakowie, którego efektem była instalacja złożona z szydełkowych motywów.
W 2020 roku Koniaków odwiedził Edward Porembny, reżyser pochodzenia polsko-francuskiego, producent filmów dokumentalnych, który zrealizował kolejną produkcję dla niemieckiej telewizji NDR o Śląsku. Jednym z głównych wątków był motyw koniakowskiej koronki wpisanej do Księgi Rekordów Guinnessa o tradycji wytwarzania koniakowskich koronek.
W 2022 roku na EXPO w Dubaju została zaprezentowana największa, bo licząca 5,32 metra serweta z koronki koniakowskiej, którą przez cztery miesięcy przygotowywały: zdobywczyni nagrody Oskara Kolberga – Zuzanna Ptak z Koniakowa, jej dwie córki: Danka Juroszek, Wiesława Juroszek oraz wnuczka Anna Juroszek. Serweta wykonana ze 111 kłębków nici i złożona z 3338 tradycyjnych motywów roślinnych, promowała województwo śląskie na głównej ścianie polskiego pawilonu. W pawilonie można było obejrzeć i pozyskać jako gadżety dla odwiedzających: 10 tysięcy serwet, elementy biżuterii i dodatków do garderoby. W ich wykonanie zostało zaangażowanych ponad 150 koronkarek. Istotnym elementem EXPO w Dubaju był Tydzień Śląski, w trakcie którego zaprezentowano kolekcję 20 koronkowych sukien wykonanych z kordonka MUZA 50, z bawełny merceryzowanej.
W maju 2024 roku odbyła się sesja okładkowa „Sekrety koronczarek” do czerwcowego numeru Vogue Polska, w którym ukazał się też artykuł poświęcony koronce koniakowskiej i jej wpływie na świat mody i powiązaniom z nim.

## Trivia
Koronki koniakowskie nosił m.in. Daniel Olbrychski (jako Kmicic) oraz Leon Niemczyk (jako król Karol X Gustaw) w filmie „Potop” oraz bohaterowie serialu „Janosik”.
W sukniach koronkowych Heleny Kamieniarz występowały Irena Santor i Irena Dziedzic.
W Repozytorium Cyfrowym Filmoteki Narodowej jest dostępnych kilka filmów pod hasłem „Koronkarki z Koniakowa” i opisem „Mieszkanki Koniakowa w strojach ludowych podczas dziergania koronek”, „Mężczyzna wśród koronkarek”, „Gotowe koronkowe serwety”, opatrzone komentarzem: Karola Małcużyńskiego.
Na stronie internetowej www.cyfrowa.tvp.pl jest dostępny zrekonstruowany film promujący gminę Istebna – reportaż z cyklu „Monografie miast”, z krótkim fragmentem wypowiedzi Zuzanny Gwarek oraz prezentacji jej koronek.
W 1965 roku, w Warszawie został wydany komplet dziewięciu kart pocztowych p.n. „Koronki koniakowskie”, autorstwa Hanny Stachurskiej, nakładem Biura Wydawniczego „Ruch”.
Od 2006 roku istnieje koniakowska autorska pracownia ceramiki Justyny i Pawła Łodzińskich – „Ceramik Koniaków”, w której powstają oryginalne, ręcznie wyrabiane kafle, dekory oraz mozaiki ceramiczne z motywami (odciskanej w masie ceramicznej) koronki, a także rzeźby, misy i patery.
Wieść o stringach z Koniakowa w 2007 roku dotarła do wielu zagranicznych mediów, m.in. do NBC News i Daily News, czy nawet do chińskojęzycznych.
Beata Legierska współpracowała z projektantką Christiana Diora i wspólnie stworzyły (praca koronkarki trwała rok) bluzkę wykonaną z jedwabnych nici, która wzięła udział w paryskim pokazie mody. Na pokazie mody Diora zostały też przygotowane koronkowe części sukni ślubnej, które wykonała Mariola Wojtas.
Z pracy i inwencji koniakowskich koronkarek korzystały też inne domy mody i znani projektanci, np. Elie Saab, Louis Vuitton, a także Arkadius, czy Magda Butrym, która w 2024 roku mogła pochwalić się kolekcją z koronkowym kombinezonem, sukienką mini, torebką i akcesoriami (np. szal). Torebkę motywem koronki z kolekcji Magdy Butrym prezentowała Beyoncé, a Lady Gaga zamówiła szydełkowe buty u Małgorzaty Stanaszek.
W 2012 roku Zamek Cieszyn przygotował wystawę p.n. „Koronkowa robota”, na którą składały się prace m.in. Bogdana Kosaka z motywami koronek: Seria Tomaszów Czepiec, Reliefowe kafle ceramiczne i Koronkowe zawieszki oraz Kingi Ogrodzki, której praca dyplomowa – „kolekcja Teresa” wykorzystała koniakowską koronkę, w nowoczesny sposób – zatapiając w gładkich taflach przeźroczystego plastiku (na kolekcję składały się stolik półki i dywan).
Około 2014 roku powstała seria kraszanek autorstwa Bogusława Gutowskiego z Lubania, których wzory były inspirowane przygotowanymi na tę okazję koronkami autorstwa Beaty Legierskiej.
Na stronie internetowej https://cyfrowa.tvp.pl/ jest dostępny zrekonstruowany film promujący gminę Istebna – reportaż z cyklu „Monografie miast”, z krótkim fragmentem wypowiedzi Zuzanny Gwarek oraz prezentacji jej koronek.
W 2018 roku powstał odcinek programu „Jak to jest zrobione?” („How it’s made?”), dla kanału telewizyjnego Discovery, w którym został zaprezentowany proces powstawania serwety z koronek koniakowskich, poczynając od tworzenia nici w łódzkiej fabryce, wytwórni szydełek, aż do czasochłonnej i precyzyjnej pracy w wyniku której powstaje tradycyjna serweta, kończąc na jej krochmaleniu i prasowaniu.
W 2020 roku w ramach projektu „Entliczek, pętliczek, heklowany koszyczek” dofinansowanego ze środków Ministerstwa Kultury i Dziedzictwa Narodowego, powstała książka detektywistyczna dla dzieci i młodzieży pt. „Koronkowa robota” oraz gra typu memory, składająca się z 32 par kart z motywami koronki koniakowskiej.
W 2022 rok w Koniakowie powstała koronkowa flaga Ukrainy wykonana z niebieskiego i żółtego kordonka o tradycyjnym, wzorze kwiatów. Jak powiedziała w wywiadzie dla PAP Lucyna Ligocka-Kohut, szefowa Centrum Koronki Koniakowskiej – „Ta koronka, to znak naszej solidarności i wsparcia dla Ukrainy”.
Koronka koniakowska ma swój wzór na drewnianym, kolekcjonerskim znaczku turystycznym o numerze 445 – „Koronka koniakowska”, który jest dostępny w Punkcie Informacji Turystycznej w Istebnej.
W 2023 roku władze Gminy Istebna odrestaurowały koniakowskie drewniane wiaty przystanków autobusowych, które zostały przyozdobione przez artystkę Teresę Legierską w malowane wzory koronek oraz pejzaże beskidzkie.
W 2024 roku, w Karczmie Ochodzita w Koniakowie została zaprezentowana wystawa klocków Lego, która zawierała m.in. „koronkę LEGO”.
W 2024 roku została zaprezentowana wystawa ceramiki – kolekcji 100 limitowanych talerzy z klasycznym motywem (odciskanej w glinie) koronki nazywanym jako „złocień” uzupełnionym przez motyw o nazwie „grajcarek” oraz listki. Kolekcja ta złożona z talerzy o różnym kształcie, rozmiarze i szkliwieniu, to efekt współpracy wybitnej koronczarki – Beaty Legierskiej oraz Justyny Łodzińskiej, która wraz z mężem Maciejem prowadzi pracownię Ceramik Koniaków.
Polskie Ministerstwo Spraw Zagranicznych prowadzi serwis internetowy poświęcony polskiej kulturze, historii, sztuce, turystyce, nauce i biznesowi – pod adresem www.polska.pl. Jest tam opublikowany anglojęzyczny artykuł autorstwa Nelly Kamińskiej – dyrektorki departamentu wsparcia turystyki w Polskiej Organizacji Turystycznej, który jest poświęcony koniakowskiej koronce.
Centrum Koronki Koniakowskiej posiada własną naklejkę z kolekcji „Wander card” (naklejki ze zdjęciami i opisami ciekawostek turystycznych, kulturalnych, sportowych i gastronomicznych). Naklejka jest w kategorii „Rzemiosło i rękodzieło”, ma nr 2499, o nazwie „Centrum Koronki Koniakowskiej” i z opisem „Muzeum przedstawiające historię ponad stuletniej tradycji lokalnego rzemiosła ludowego”.
W Centrum Koronki Koniakowskiej były dostępne praliny z wzorem koniakowskiej koronki wykonane przez Manufaktura Smaku Izabela Greń z Brennej.
Koniaków, Istebna i Jaworzynka, to trzy wsie z jednej gminy (gmina Istebna), które razem tworzą tzw. Trójwieś Beskidzką. Istnieje lokalne powiedzenie związane z Trójwsią i koronkarstwem: „Koniaków hekluje, Jaworzynka haftuje, a Istebna plotkuje”.